# High Noon at the big four
High Noon at the big four je rolkarsko tekmovanje za najboljši trik, ki je potekalo 16. maja 2004 na rolkarskem kraju Wallenburg (ZDA). Rolkarji so tekmovali na znanih dolgih štirih tribunah, preko katerih so bili do tedaj odpeljani le triki: ollie, kickflip, kickflip melon grab in pop shove-it.
Tekmovanje je organizirala (in sponzorirala) Thrasher revija, sponzorja sta bili tudi podjetji Zero in Skaterade. Tekmovanje sta preko mikrofona povezovala kontraverzni Jake Phleps in Mic-E. Tekmovanje je zaradi težav z dovoljenji lahko trajalo le eno uro. Triki, pri katerih se primeš za rolko niso bili dovoljeni, ker naj bi bili prelahki. Kljub časovni omejitvi so bili izvedeni naslednji novi triki: Andrew Reynolds - frontside kickflip, Darell Stanton - switch backside 180 in Lindsey Robertson - heelflip, poizkusili pa so tudi Chris cole - 360 flip, Lindsey Robertson - backside heelflip, Elissa Steamer se je tako zapisala v zgodovino, kot prva ženska, ki je poizkusila rolkarski trik na teh tribunah.
Tekmovanje je bilo prikazano v rolkarski video reviji 411vm številka 65.

## Zanimivosti
- Chirs Cole je trik 360 flip, ki ga je poizkusil na tem tekmovanju, uspešno odpeljal v filmu New Blood, ki je izšel leto kasneje.